# 謝戈澤羅湖
謝戈澤羅湖是俄羅斯西北部的大型淡水湖，位於卡累利阿共和國內，屬於白海流域，面積906平方公里，最大深度103米，湖中有超過70個島嶼和17種魚類，在每年12月開始結冰，直至翌年5月。